# Sānyān-e Pā'īn
Sānyān-e Pā'īn (persiska: سانیان پائین, Sānyān-e Soflá) är en ort i Iran.   Den ligger i provinsen Östazarbaijan, i den nordvästra delen av landet, 400 km nordväst om huvudstaden Teheran. Sānyān-e Pā'īn ligger 1 676 meter över havet och antalet invånare är 494.
Terrängen runt Sānyān-e Pā'īn är platt åt sydväst, men åt nordost är den kuperad. Runt Sānyān-e Pā'īn är det ganska glesbefolkat, med 40 invånare per kvadratkilometer. Närmaste större samhälle är Torkmanchay, 9,3 km sydost om Sānyān-e Pā'īn. Trakten runt Sānyān-e Pā'īn består i huvudsak av gräsmarker.